# Рафаэла
Рафаэла (исп. Rafaela) — город и муниципалитет в департаменте Кастельянос провинции Санта-Фе (Аргентина), административный центр департамента.

## История
Основан в 1881 году предпринимателем немецкого происхождения Вильгельмом Леманом. В 1913 году приобрёл статус города.

## Знаменитые уроженцы
- Итало Архентино Лудер (1916—2008) — политик, председатель сената в 1975—1976, министр национальной обороны в 1989—1990.
- Хавьер Франа (род.1966) — теннисист.
- Мария-Эмилия Селарни (род.1983) — теннисистка.
- Гильермо Сара (род.1987) — футболист.
- Флоренсия Молинеро (род.1988) — теннисистка.
- Аксель Вернер (род.1996) — футболист.